# Dedication!
Dedication! è un album di Duke Pearson, pubblicato dalla Prestige Records nel 1970. Il disco fu registrato il 2 agosto 1961 al Bell Sound Studios di New York City, New York (Stati Uniti).

## Tracce
Lato A
1. Minor Mishap – 4:23 (Tommy Flanagan)
2. Number Five (aka Miss Bertha D. Blues) – 3:45 (Duke Pearson)
3. The Nearness of You – 5:01 (Hoagy Carmichael, Ned Washington)
4. Apothegm – 5:36 (Pepper Adams)

Lato B
1. Lex – 5:46 (Donald Byrd)
2. Blues for Alvina – 7:11 (Alvina Wilson, Willie Wilson)
3. Time After Time – 6:47 (Jule Styne, Sammy Cahn)

## Musicisti
- Duke Pearson - pianoforte
- Freddie Hubbard - tromba (tranne nei brani: The Nearness of You e Time After Time)
- Willie Wilson - trombone
- Pepper Adams - sassofono baritono (tranne nei brani: The Nearness of You e Time After Time)
- Thomas Howard - contrabbasso
- Lex Humphries - batteria[4]